# Hilimbowo Mau
Hilimbowo Mau is een bestuurslaag in het regentschap Nias Barat van de provincie Noord-Sumatra, Indonesië. Hilimbowo Mau telt 709 inwoners (volkstelling 2010).